# Rosemary Hill

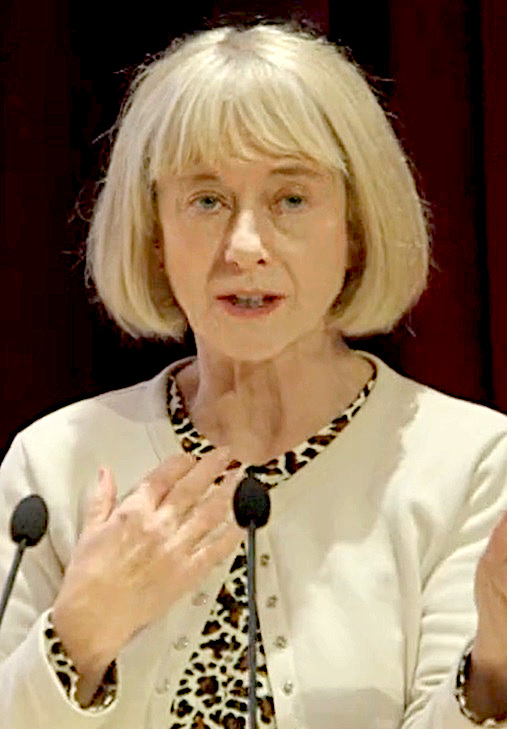
Rosemary Hill (2022)

Rosemary Hill (* in London) ist eine britische Historikerin und Schriftstellerin.

## Leben
Hill ging in der Grafschaft Surrey zur Schule. Danach besuchte sie von 1976 bis 1979 das Newnham College der University of Cambridge. Von 1979 bis 1981 arbeitete sie unter anderem für das Literaturmagazin Quarto und war als freiberufliche Journalistin tätig. Von 1982 bis 1987 schrieb sie für The Times Literary Supplement, London Review of Books, The Sunday Telegraph und The Sunday Times. 
Hill war von 1999 bis 2002 Trustee der London Library. Seit 2003 ist sie Trustee der Victorian Society. Sie ist Fellow der Royal Society of Literature sowie der Society of Antiquaries of London. Des Weiteren ist sie seit 2011 Quondam Fellow des All Souls College der University of Oxford. Zuvor war sie bereits von 2004 bis 2005 Visiting Fellow dieses Colleges gewesen.
Rosemary Hill war seit 1985 mit dem 2011 verstorbenen Dichter Christopher Logue verheiratet.

## Auszeichnungen
- 1993: Society of Authors Award (British Literature Prize)
- 2007: Wolfson History Prize
- 2008: James Tait Black Biography Prize
- 2008: Elizabeth Longford Prize for Historical Biography
- 2009: Marsh Biography Award

## Veröffentlichungen (Auswahl)
- God’s Architect: Pugin and the Building of Romantic Britain (2007)
- Stonehenge (2008)